# Zongo et Tao
Zongo et Tao est un duo humoristique ivoirien créé en 1997. Le groupe est composé des comédiens Gnamian Bi Nestor Gole dit Mareshal Zongo et de Bernard Tao dit Tao le Sapeur. Célèbre pour l'originalité de leurs créations, le duo est connu en Afrique francophone pour ses sujets sensibles abordés avec subtilité et humour,.